# Nathan Cox
Nathan "Karma" Cox (nacido 10 de junio de 1971) es un director estadounidense de videos musicales

## Biografía
Nathan siempre estuvo interesado en las películas. En su adolescencia, mientras cursaba sus estudios escolares, se dedicó a realizar cortometrajes. Luego estudio en la universidad de arte y diseño Otis-Parsons. 
Siempre demostró un elevado interés por el grafiti, los monstruos, en viejas películas de terror, la música, y como curiosidad posee varios tatuajes.
Tiene una amistad de años con el cantante de Korn, Jonathan Davis, también tiene vinculación con los miembros de las bandas Orgy y Coal Chamber.

## Videografía

### 2014
- Of Mice & Men – "Would You Still Be There"
- Suicide Silence – "You Can't Stop Me"

### 2012
- Deuce – "I Came to Party"

### 2011
- All That Remains – "The Last Time"
- Black Veil Brides – "Fallen Angels"[1]
- Suicide Silence – "You Only Live Once"
- Deuce – "Let's Get It Crackin'"
- AM Taxi - "EMI"

### 2010
- Monster Magnet – "Gods and Punks"
- Korn – "Let the Guilt Go"
- Media Solution – "My Soul Still Burns"
- AM Taxi – "Fed Up"

### 2009
- Marilyn Manson – "Running to the Edge of the World"
- Daughtry – "No Surprise"
- Chevelle – "Jars"
- Static-X – "Stingwray"

### 2008
- Disturbed – "Inside the Fire"
- Airbourne – "Runnin' Wild"

### 2007
- DevilDriver – "Not All Who Wander Are Lost"
- Aiden – "One Love"
- Hellyeah – "You Wouldn't Know"
- Invitro – "When I Was A Planet"
- Karl Jones – "JJ's Blues"
- Coheed and Cambria – "The Running Free"

### 2006
- Lacuna Coil – "Our Truth" (codirigido con Zach Merck)
- Bleeding Through – "Kill to Believe" (codirigido con Zach Merck)
- HIM – "Killing Loneliness"
- Godhead – "Trapped In Your Lies"
- Eagles of Death Metal – "I Gotta Feelin' (Just Nineteen)"
- Trivium – "Anthem (We Are the Fire)"
- Live – "The River"
- Shurman – "Drownin'"
- Lacuna Coil – "Enjoy the Silence" (codirigido con Zach Merck)
- Lacuna Coil – "Closer" (codirigido con Zach Merck)

### 2005
- Chevelle – "Vitamin R (Leading Us Along)"
- Queens of the Stone Age – "Little Sister"
- Chevelle – "The Clincher"
- Gratitude – "Drive Away"
- Craving Theo – "Alone (No More)"
- Staind – "Right Here"
- Disturbed – "Stricken"

### 2004
- Marilyn Manson – "Personal Jesus"
- Soil – "Redefine"
- Lit – "Looks Like They Were Right"
- The Rasmus – "Guilty"

### 2003
- Disturbed – "Liberate"
- Finger Eleven – "Good Times"
- Cauterize – "Something Beautiful"

### 2002
- Box Car Racer – "I Feel So"  (codirigido con Tom DeLonge)
- Chevelle – "The Red"
- Blindside – "Pitiful"
- Oxide & Neutrino – "Dem Girlz"

### 2001
- Disturbed – "Down with the Sickness"
- Linkin Park – "Papercut" (también codirigido Joe "Mr. Hahn" Hahn)
- Linkin Park – "In the End" (también codirigido junto a Mr. Hahn)
- Linkin Park – "Points of Authority"
- Machine Head – "Crashing Around You"
- Static-X – "Cold" (codirigido junto a Mr. Hahn)
- Megadeth – "Moto Psycho"

### 2000
- Videodrone con Jonathan Davis –  "Ty Jonathan Down"
- Spineshank – "Synthetic"
- Disturbed – "Stupify"
- Mest – "What's The Dillio?"
- Snot – "Angel's Son" (incluye miembros de KoЯn, Sevendust, Slipknot, System of a Down, Coal Chamber, Limp Bizkit, Sugar Ray, etc.)

### 1999
- 8Stop7 – "Satisfied"
- System of a Down – "Sugar

### 1998
- Coal Chamber – "Loco"

## DVD
- Disturbed, Unloco, Taproot y Chevelle – Music as a Weapon II
- Disturbed – "M.O.L."
- Korn - "Deuce"

### Cortometrajes
- "The Resurrection of Officer Rollins"
- "Bountiful Bounty"

## Premiaciones y nominaciones
Ha sido nominado para 11 premios y ganó un premio por su trabajo en el video musical por In the End de Linkin Park.
Premiación:
- MTV Video Music Awards
- Mejor Video Rock: Linkin Park – “In the End” (ganador)

Nominaciones incluidas:
- MTV Video Music Awards
- Mejor edición: Metallica – “I Disappear” (nominado)
- Mejor Video De Un Grupo: Linkin Park – “In the End” (nominado)
- Mejor Video Del Año: Linkin Park – “In the End” (nominado)
- Mejor edición: Foo Fighters – “Best of You” (nominado)

Music Video Producers Association Awards:
- Mejor debut en dirección de videos: Coal Chamber – “Loco" (nominado)
- Mejor edición: - Foo Fighters – “Best of You” (nominado)
- Mejor edición: - The Fray – “How to Save a Life” (nominado)

Billboard Music Video Awards:
- Mejor Video de Hard Rock: System of a Down – “Sugar” (nominado)
- Mejor Video de Hard Rock: Disturbed – “Stupify” (nominado)

Much Music Video Awards:
- Mejor Video de Rock: Finger Eleven – "Good Times" (nominado)